# 青袞雜卜

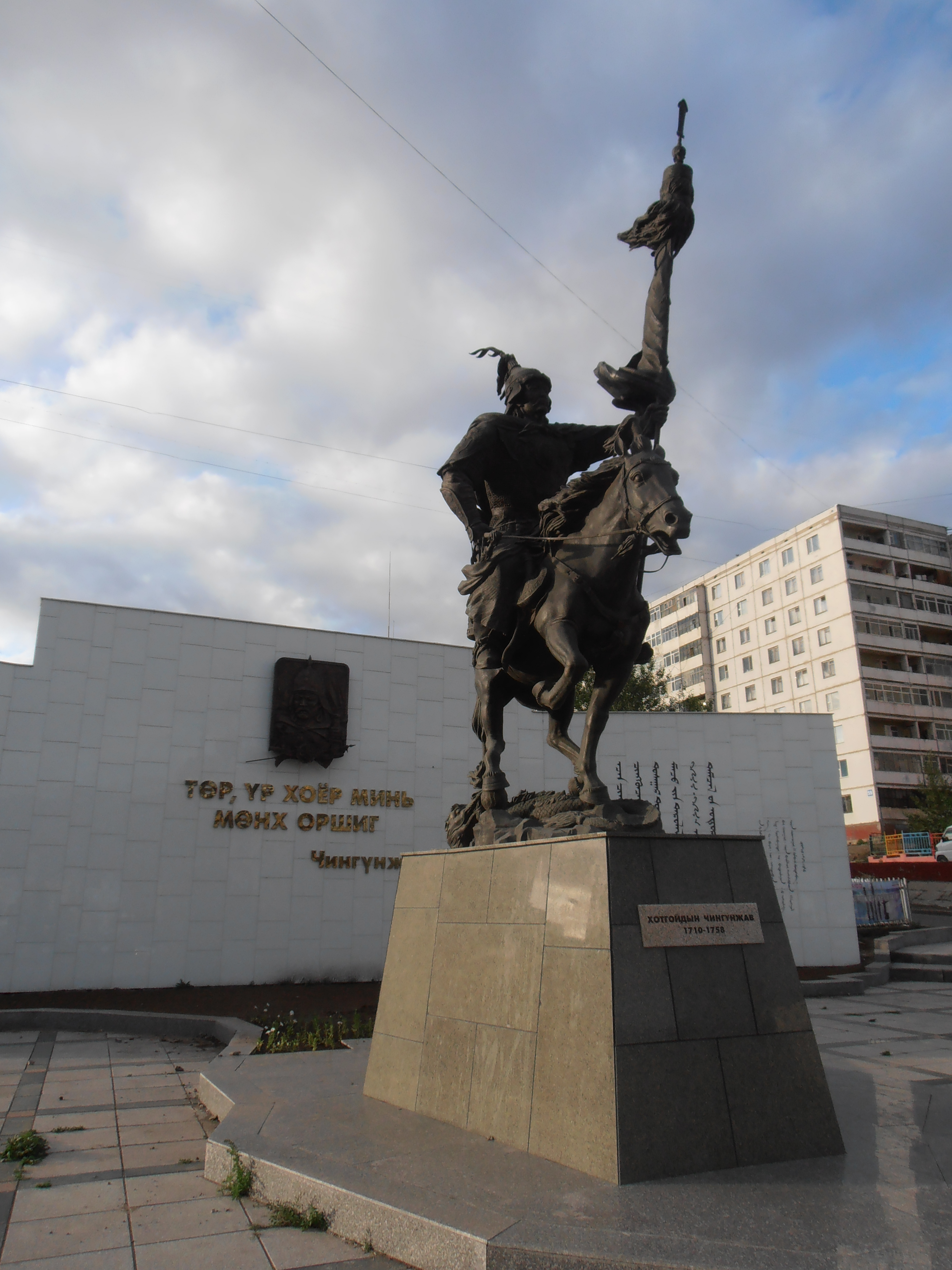
乌兰巴托的青衮杂卜塑像

青袞雜卜（1710年—1757年），清代蒙古王公，喀尔喀蒙古扎萨克图汗部中左翼左旗多罗贝勒。他在1756年领導反满清的撤驿之变，虽然最终失败但被认为是外蒙古独立先驱，他也被现代蒙古国视为民族英雄。

## 早期的生活和事業
青衮杂卜是和托辉特首领硕垒乌巴什的后裔，喀尔喀将军博贝的孙子。他1710年（康熙四十九年）出生在今蒙古国库苏古尔省境内。1730年（雍正八年）博贝卒，乃父班第承袭札萨克。1737年（乾隆二年）青衮杂卜袭札萨克多罗贝勒，兼任所部副将军，輔助札萨克图汗。1751年（乾隆十六年）因私自派人与准噶尔和回部贸易，他被革职削爵。1754年（乾隆十九年）秋，青衮杂卜和散秩大臣萨喇勒、车木楚克扎布等带兵征讨招抚乌梁海有功，乾隆帝封其为多罗郡王，复授所部副将军。此时唐努乌梁海及部分阿尔泰乌梁海人也归青衮杂卜统领。

## 与阿睦尔撒纳勾结
1755年（乾隆二十年），乾隆帝从定北将军班第（与青衮杂卜的父亲班第不是同一人）处得知阿睦尔撒纳有叛逆的迹象，故要求其入京朝觐，途中阿睦尔撒纳逃走造反。青袞雜卜被派去作战，但他与阿睦尔撒纳早有勾结，借故拖延。而负责押送阿睦尔撒纳的喀尔喀亲王额琳沁多尔济因导致反贼逃脱，被处死，乾隆帝又命其兄弟哲布尊丹巴二世与土谢图汗延丕勒多尔济入京观刑，引起了喀尔喀王公们的不满。

## 反清叛乱
1756年（乾隆二十一年），清军再次讨伐准噶尔，当时因清军向牧民濫征物资令喀尔喀人不满，青袞雜卜利用清军主力在哈萨克追击阿睦尔撒纳的机会，以官方的名义下令撤回了额尔齐斯河到伊犁的所有卡伦，把所有驿站的喀尔喀兵丁撤走。喀尔喀境内自“十六驿二十九驿一时尽撤，羽书尽断”。乾隆帝大为緊张，令章嘉呼图克图出使说服哲布尊丹巴呼图克图不要支持青袞雜卜，同时保证对喀尔喀人大加赏賚，而当时大多数漠南蒙古人不支持他。清廷命定边左副将军成衮扎布率兵三千镇压叛乱，还从归化城调派二千援兵，青衮杂卜在蒙古与俄罗斯交界的杭哈将噶斯被清军捉住。

## 事后
清军俘虏青袞雜卜、其子策旺扎布和策斯伦扎布後，将他们押送京师，在1757年（乾隆二十二年）初全家被处死。扎萨克图汗部中左翼左旗多罗贝勒则改由博贝嗣子旺布多尔济承袭，原属青衮杂卜的16个乌梁海鄂拓克改为4个内属蒙古旗。此事后哲布尊丹巴也改为从藏区转世，不准在外蒙古。